# Liste des véhicules hybrides rechargeables
Cet article répertorie l’ensemble des véhicules hybrides rechargeables disponibles.

## Modèles

### Audi
- A3 (8V) E-tron
- A3 III E-tron
- A6 (C8) 55 TFSI e
- A7 II 55 TFSI e
- A8 (D5) 60 TFSI e
- Q2L e-tron
- Q5 II 55 TFSI e
- Q7 II E-tron
- Q8 55 TFSI E
- Q8 60 TFSI E

### Bentley
- Bentayga PHEV

### BMW
- Série 2 Active Tourer 225xe
- Série 3 (F30) 330e
- Série 5 (G30) 530e
- Série 7 (G11) 740e
- Série 7 (G12) 745e
- X3 (G01) xDrive30e[1]
- X5 (F15) xDrive40e
- X5 (G05) xDrive45e
- Série 3 (G20) 330e
- X2 xDrive25e
- X1 xDrive25e
- i8

### BYD
- Qin
- Qin Pro DM
- Han DM
- Song Max DM
- Song DM
- Song Pro DM
- Tang 2 DM

### Cadillac
- CT6 PHEV
- Cadillac ELR (2013-2016)

### Chang'an
- Eado PHEV
- CS75 PHEV

### Chery
- Arrizo 7e

### Citroën
- C5 Aircross Hybrid

### Cupra
- León PHEV
- Formentor PHEV

### DS Automobiles
- DS7 Crossback E-Tense 4x4
- DS9 PHEV

### Ferrari
- SF90 Stradale

### Fiat
- Fiat Panda Hybrid

### Fisker
- Karma

### Ford
- Mondeo 4 PHEV
- Fusion Energi
- Escape 4 PHEV / Kuga 3 PHEV[2]
- Explorer 6 PHEV
- Transit Custom PHEV

### GAC
- GA3S PHEV
- GS4 PHEV

### Geely
- Emgrand PHEV
- Emgrand GL PHEV
- Borui GE PHEV
- Jiaji PHEV
- Binyue PHEV
- Xingyue PHEV

### Hanteng
- X7 PHEV

### Honda
- Honda CR-V V Hybrid

### Hyundai
- Ioniq PHEV
- Sonata PHEV
- Hyundai Tucson

### Jaguar
- F-Pace P400e

### Jeep
- Renegade PHEV
- Compass II PHEV
- Wrangler IV 4xe[3]

### Karma Automotive
- Revero

### Kia
- Ceed III SW PHEV
- Optima 4 PHEV / K5 II PHEV
- XCeed PHEV
- Niro PHEV
- Sorento IV PHEV

### Koenigsegg
- Regera

### Lamborghini
- Urus PHEV

### Land Rover
- Range Rover (L405) P400e
- Range Rover Sport II P400e
- Defender II[4]
- Range Rover Evoque II P300e[5]
- Discovery Sport P300e[6]
- Range Rover Velar P400e

### Lynk & Co
- 03 PHEV
- 02 PHEV
- 01 PHEV

### Maxus
- Euniq 5 PHEV

### McLaren
- P1

### Mercedes-Benz
- Classe C (Type 205) 350e
- Classe C (Type 205) 300e
- Classe GLC (Type 253) 350e
- Classe GLC (Type 253) 300e
- Classe E (Type 213) 350e
- Classe E (Type 213) 300de
- Classe S (Type 222) 400 Plug-in Hybrid
- Classe S (Type 222) 500 Plug-in Hybrid
- Classe S (Type 222) 300 BlueTec Hybrid
- Classe S (Type 222) 560e
- Classe A (Type 177) 250e
- Classe B (Type 247) 250e
- Classe GLE (Type 167) 350de
- Classe GLE (Type 166) 500e
- Classe GLA (Type 147) 250e

### MG
- e6
- eHS

### Mini
- Countryman II Cooper SE

### Mitshubishi
- GAC-Mitsubishi Qizhi PHEV (Chine)
- Outlander III PHEV

### Opel/Vauxhall
- Ampera
- Grandland X Hybrid
- Grandland X Hybrid4

### Peugeot
- 208 nouvelle
- 2008
- 308 Berline
- 308 SW
- 3008 II Hybrid
- 3008 II Hybrid4
- 408
- 508 II Hybrid
- 508 II SW Hybrid
- 508 II PSE
- 5008 Plugin Hybrid

### Porsche
- Panamera I S e-Hybrid
- Panamera II 4 e-Hybrid
- Panemera II Turbos S e-Hybrid
- Cayenne II S e-Hybrid
- Cayenne III e-Hybrid
- 918 Sypder

### Renault
- Captur II E-Tech Plug-in[7]
- Mégane IV E-Tech Plug-in

### Roewe
- e550 (2013-2018)
- ei6
- eRX5
- eRX5 Max

### Seat
- Tarraco FRe
- León IV FRe

### Škoda
- Superb III iV
- Octavia IV iV
- Octavia IV RS iV

### Toyota
- Prius III Plug-in Hybrid
- Prius IV Plug-in Hybrid
- Corolla E+ (Chine)
- Toyota Levin E+ (Chine)
- RAV4 PHEV / Prime

### Volkswagen
- XL1
- Golf VII GTE
- Golf VIII GTE
- Passat B8 GTE
- Passat  NMS GTE (Chine)
- Tiguan L GTE (Chine)
- Touareg III R[8]

### Volvo
- S60 III T6/T8
- V60 II T6/T8
- S90 II T8 Twin Engine
- V90 II T8 Twin Engine
- XC40 T5 Twin Engine
- XC60 II T8 Twin Engine
- XC90 II T8 Twin Engine

### WEY
- P8
- VV7 GT PHEV

### Zinoro
- 60H